# Simey Olvera Bautista
Sandra Simey Olvera Bautista (Mixquiahuala, Hidalgo; 20 de agosto de 1983) es una política mexicana afiliada al Movimiento Regeneración Nacional. Fue diputada local plurinominal al Congreso de Hidalgo de 2016 a 2018, diputada federal del Congreso de la Unión en representación del distrito 3 del Estado de Hidalgo de 2018 a 2024. Desde el 1 de septiembre de 2024 es senadora de la república al Congreso de la Unión en primera fórmula por Hidalgo. 

## Biografía
Sandra Simey Olvera Bautista nació el 20 de agosto de 1983 en Mixquiahuala, Hidalgo, México. Estudió la licenciatura en ciencias de la comunicación en la Universidad Autónoma del Estado de Hidalgo y la maestría en periodismo político en la Escuela de Periodismo Carlos Septién García. De 2015 a 2016 fue docente de la Universidad Autónoma del Estado de Hidalgo.

## Trayectoria política
En las elecciones estatales de Hidalgo de 2016 fue designada diputada plurinominal en el Congreso del Estado de Hidalgo en representación del Partido de la Revolución Democrática. Ocupó el escaño en la LXIII Legislatura de septiembre de 2016 a agosto de 2018. Dentro del congreso fue presidente de la comisión de cultura. También fue secretaria de la comisión de adultos mayores y de la comisión de niñez, juventud, deporte y familia.
En las elecciones federales de 2018 fue postulada por el partido Movimiento Regeneración Nacional como diputada federal en representación del distrito 3 del Estado de Hidalgo, con cabecera en Actopan. Ocupó el escaño en la LXIV Legislatura del Congreso de la Unión desde septiembre de 2018. Dentro del congreso fue secretaria de la comisión de radio y televisión. En las elecciones federales de 2021 fue reelecta en su cargo de diputada para la LXV Legislatura. Dentro de la legislatura es secretaria de la comisión de trabajo y previsión social.
En diciembre de 2021 participó en la encuesta realizada por Morena para designar a su candidato la gubernatura de Hidalgo para las elecciones estatales de 2022. En el ejercicio demoscópico obtuvo el cuarto lugar, después del senador Julio Menchaca Salazar, el diputado Cuauhtémoc Ochoa Fernández y el delegado de los programas federales para el bienestar, Abraham Mendoza Centeno.
Asumió la titularidad de la secretaría de Bienestar e Inclusión Social del gobierno de Hidalgo por nombramiento del gobernador Julio Menchaca Salazar a partir del 5 de septiembre de 2022. Permaneciendo en el cargo hasta 8 de enero de 2024 en que presentó su renuncia, para ser candidata de la coalición Sigamos Haciendo Historia a senadora por Hidalgo en las elecciones de 2024.
Como candidata de morena al senado en primera fórmula junto a Cuauhtémoc Ochoa Fernández, por la coalición Sigamos Haciendo Historia, su fórmula logró el 46.71% de los votos emitidos, veintiséis puntos de diferencia sobre el binomio de la alianza Fuerza y Corazón por México, liderado por Carolina Viggiano Austria, obteniendo su escaño por el principio de la mayoría relativa. Tomó posesión como senadora de la república el 1 de septiembre de 2024.